# Kakerjaure
Kakerjaure är en sjö i Jokkmokks kommun i Lappland och ingår i Luleälvens huvudavrinningsområde. Sjön har en area på 0,0756 kvadratkilometer och ligger 345 meter över havet.

## Delavrinningsområde
Kakerjaure ingår i det delavrinningsområde (739524-171277) som SMHI kallar för Ovan None. Medelhöjden är 348 meter över havet och ytan är 7,63 kvadratkilometer. Det finns inga avrinningsområden uppströms utan avrinningsområdet är högsta punkten. Kistabäcken som avvattnar avrinningsområdet har biflödesordning 2, vilket innebär att vattnet flödar genom totalt 2 vattendrag innan det når havet efter 149 kilometer. Avrinningsområdet består mestadels av skog (90 procent). Avrinningsområdet har 0,07 kvadratkilometer vattenytor vilket ger det en sjöprocent på 1 procent.